# Bernhard Vilhelm Andersen
Bernhard Vilhelm Andersen (5. februar 1892 i København-9. september 1958 på Kommunehospitalet i København) var en dansk fodboldspiller.
Bernhard Vilhelm Andersen spillere i Boldklubben Frem, som han vandt det danske mesterskab med 1923. Han spillede i perioden 1918-1920 fem landskampe og scorede et mål for Danmark. Han debuterede mod på Sverige på Ullevi i Gøteborg 1918. Han spillede sin sidste kamp ved OL 1920 i kampen mod Spanien. I landskampen mod Norge i Kristiania (Oslo) 1920 scorede han karrierens eneste landsholdsmål.
Bernhard Vilhelm Andersen boede i Valby i København ved sin død 1958.